# Michael G. Richards
Michael G. Richards, noto anche con lo pseudonimo di Mike Richards (Burbank, 5 luglio 1975), è un conduttore televisivo, produttore televisivo e personaggio televisivo statunitense.

## Carriera
Mike Richards è stato produttore esecutivo dei programmi televisivi The Price Is Right, Let's Make a Deal, Wheel of Fortune, e Jeopardy!.

## Controversie
Mike Richards è stato produttore esecutivo degli spettacoli di gioco diurni di RTL Group trasmessi su CBS dal 2008 al 2019, quando ha lasciato per unirsi a Sony. All'epoca, Ok, il prezzo è giusto! è stato pesantemente coinvolto nel contenzioso tra l'ospite in pensione Bob Barker e altri membri dello staff dello spettacolo. La modella Brandi Sherwood ha vinto una causa nel 2012 dopo essere stata licenziata durante il congedo di maternità e ha ricevuto un risarcimento di oltre 8.000.000 di dollari. 
Mike Richards è stato conduttore e produttore esecutivo del format televisivo Jeopardy!, ma ha presentato le dimissioni a causa dello scandalo che l'ha coinvolto nell'agosto 2021 e causato dal riemergere di commenti offensivi e sessisti che ha fatto in passato e per i quali si è scusato pubblicamente. Resterà produttore esecutivo.